# لعبة تعليمية
ألعاب الحاسوب التّعليميّة (بالإنجليزية: Instructional Games Mode)‏، هو نوع من الألعاب المختلفة عن «المحاكاة»، إذ أنها تضع اللاعب في بيئة تعليمية مصاحبة لبرنامج ترفيهي يقوم على عنصر المنافسة والتحدي، الذي يدفع المتعلم، ويزيد من حماسته وثقافته.
تعتمد الألعاب التعليمية على دمج التعلم باللعب، من خلال نموذج ترويجي يتبارى فيه الطلاب ويتنافسون للحصول على بعض النقاط للفوز؛ فيتطلب الأمر من المتعلم أن يحل مشكلة حسابية أو منطقية، ويقرأ ويفسر الإرشادات التي تعرض عليه. يحتاج هذا النوع من البرامج للكثير من مراحل التعليم الدراسية التي تختلف مستوياتها بحسب الصعوبة، لما له من تأثير في تلك المراحل العمرية المبكرة حيث إنه يؤثر على مستوى الطفل.
اللعب هو أداة طبيعية يستخدمها الطفل لفهم العالم ومواجهته كما يقول المختصون في علم نفس الأطفال، وإنّ استخدام الحاسوب للّعبِ يساعد الطفل على اكتساب مهارات عديدة، مثل: حل المسائل والرياضيات، اتخاذ القرارات، زيادة قدرة الطفل على الانتباه، وتشجيع خياله، كما تعالج هذه البرامج الكثير من المواضيع، لكنها تعتمد في تعلمها على المباريات التخيلية التي تشجع الطلاب على التنافس لكسب العلامات.
تُعد برامج ألعاب الحاسوب التعليمية من البرامج المهمة لجذب انتباه الطلاب ومحاولة تعليمهم العديد من المفاهيم المختلفة، كما يمكن للمعلمين استخدام برامج الألعاب التعليمية في جميع المواد الدراسية ومع جميع المستويات العمرية والمعرفية للمتعلمين.
تميل معظم برامج الألعاب التعليمية إلى استخدام المؤثرات الصوتية والحركية والتركيز على إحراز النقاط والانتقال، تحقيقا لأهداف تعليمية وطريقتها كالآتي:
- يجلس المتعلّم خلف شاشة الحاسوب الّتي تعرِض البرنامج المُستخدَم للألعاب التعليمية، ويتضمّن البرنامج في سياقه مفهوماً محدداً أو مهارةً محددة على شكل نشاط منظّم يتبع مجموعة من القواعد أثناء اللعب.

- لتكون اللعبة التعليمية ناجحة يجب أن يتوفر فيها الآتي:

1. يجب أن تبنى على أساس تمثيل المفهوم المراد تدريسه.
2. يكون النجاح نتيجة يحصل عليها المتعلم عند إظهار قدراته التي تعلمها.
3. يجب أن يعرف المتعلم طريقة اللعب وما هي المهارات التي يجب إتقانها من خلال اللعبة، لا أن يكون الهدف من البرنامج اللعب فقط.

- وتشترك الألعاب التّعليميّة مع برامج المحاكاة في عدد من النقاط، أبرزها:

1. على المتعلم أن يعرف دوره بوضوح للمشاركة في اللعبة وأن يعرف الهدف من اللعبة.
2. ينبغي أن يساعد البرنامج على إثارة حماس المتعلم للعمل أطول فترة ممكنة باستخدام الرسوم المتحركة والألوان.
3. يجب أن يتضح الهدف النهائي من اللعبة في ذهن المتعلم ليعمل على تحقيقه.

## أمثلة على الألعاب التعليمية
مع أن الحاسوب آلة صماء تستعير ذكاءها من الإنسان الذي يقوم ببرمجتها إلا أنه يمكن أن يُستخدَم في تنمية القدرات الذهنية كتقوية الذاكرة وشحن التفكير المنطقي وخلق عادة التسلسل المنهجي.
يحاول علماء الذكاء الاصطناعي تطوير حاسب يحاكي بعض سمات الذكاء البشري، وقادر على التعلم الذاتي، ومن أمثلة تطبيقات الذكاء الاصطناعي برنامج لعب الشطرنج الذي ينافس فيه الحاسوب خصمه البشري مستخدماً القواعد والبيانات المخزنة في ذاكرته، بل ويستطيع تلقائياً إضافة مهارات لعب جديدة يستخلصها من المواقف التي يتعرض لها خلال الممارسة.

### ألعاب الحاسوب الذهنية
أشهرها تلك المتعلقة بألعاب الكلمات مثل الكلمات المتقاطعة، وكلمة السر، والكلمات المستعارة، والكلمات الناقصة، تقوم هذه الألعاب بتنمية حصيلة المفردات اللغوية، وتنمية القدرات الذهنية.

### ألعاب البطاقات
تعتمد لعبة البطاقة التعليمية على الطرق التقليدية أو المحددة التي تعمل على توسيع المفاهيم، ومن أمثلتها لعبة السلسلة الغذائية، ولعبة الأشكال المتطابقة. وتُستخدم ألعاب البطاقات في تعليم الرياضيات والحيوانات وكذلك أنواع الديناصورات، وتساعد على تقوية الذاكرة.

### ألعاب الفيديو
تُعدّ ألعاب الفيديو التعليمية من الألعاب التفاعلية، لأن لها غرضاً فعالًا بغض النظر عن كونها مجرد وسيلة ترفيهية فقط.
يُسمي بعض الناس هذا النوع من الألعاب بالألعاب التعليمية والترفيهية لأنها تجمع بين التعليم والترفيه، ويمكن تعريف لعبة الحاسوب التعليمية على أنها وسيط إلكتروني يضم جميع مميزات الألعاب ولها مخرجات تعليمية مخطط لها سلفًا تستهدف مجموعات محددة من المتعلمين.
ويمكن لألعاب الفيديو أن تساعد على تطوير الإتقان لأنها تسمح بتفاعل المستخدمين مع الأشياء والتعامل مع المتغيرات، وتكون فعالة بوجهٍ خاص عندما تُصمم لمعالجة مشكلة معينة أو تعلم مهارة معينة في موضوعات المنهج، حيث يمكن تحديد أهداف معينة تنشر انتشارًا انتقائياً ضمن سياقٍ ذي صلة بنشاط التعلم وأهدافه.
يمكن تصميم أنواع يسيرة من الألعاب لمعالجة نتائج التعليم المحددة مثل استدعاء محتوى واقعي، فعلى سبيل المثال، يحتوي موقع جائزة نوبل على ألعاب ضمن شبكة الإنترنت تهدف إلى مساعدة الأطفال على فهم الاكتشافات التي تمت من قبل الحائزين على الجائزة فتربط المعرفة العلمية باللعب.
ولمساعدة الطلاب والبالغين في تعلم أدق التفاصيل عن مختلف الأنظمة السياسية، وضعت العديد من الشركات ألعاباً تربط اللاعب بالنظم السياسية المختلفة وترغمه على اتخاذ قرارات سياسية واقعية. وتتنوع هذه الألعاب بدءاً من إدارة حملة انتخابية فعلية إلى الألعاب التي تسمح للاعب باتخاذ قرارات يوماً بيوم في أي بلد يحكمها، كما هو الحال في النظام الديمقراطي. وتستهدف هذه الأنواع من الألعاب المعلمين والطلاب والكبار على حد سواء.

### الألعاب التعليمية الأكثر شعبيّة للأطفال والمراهقين
- كليكن قراءة فونيكس - مبادِئ القراءة
- كليكن الإملائي - مبادِئ التدقيق الإملائي
- سلسلة كار من Sandiego
- كلويفينديرس
- الدكتور كاواشيما - تدريب الدّماغ (سلسلة من مباراتين)
- اكوكويست (سلسلة من مباراتين)
- فهمت (جي بي إل)
- مختبر علم الجينوم الرقمي
- الأدوات والأدوات
- تاريخ اللعبة البيولوجية
- الهجوم المناعي
- أليس جماداً
- إينليفينج
- مين الدردشة
- تحريك
- رحلة كوس
- ليرنالوت
- مكبر الرياضيات
- رقم مونتشيرس
- أوريغون تريل
- بلاسيسبوتينج
- البحث عن اتلانتيس
- الأرنب القارئ
- سلسلة "حافلة المدرسة السحرية"
- كنوز الأعماق
- توكسماث (جي بي إل)
- ويفر قصة
- العاب الحضرية
- زومبينيس
- وولفكويست

### الألعاب التعليمية الأكثر شعبيّة للكبار
- الديمقراطية
- قوة الغذاء
- منارة ميفيس لتعلم الكتابة
- مينيكونومي
- رئيس إلى الأبد 2008 + الانتخابات التمهيدية
- كتابة من الموتى
- سيبيرسيجي
- فيرتونوميكس

## التعلم المبني على اللعب
بيئة التعلم الافتراضية (بليس)، مثل موودل وبورد، يمكن أن تعمل كواجهة مستخدم أمامية لإجراء الاختبارات التعليمية، هي ألعاب تعتمد على التجارب التي يمكن أن تكون بلاعب واحد أو عدّة لاعبين.
تسمى واجهات المستخدم هذه عامّة "جلود". هذه الجلود، شائعة بين المدارس، ويمكن أن تكون مثالية كبيئة تعليمية للتلاميذ الّذين يستخدمونه.

## وصلات خارجية
- الألعاب التعليمية
- مباريات المجموعة، جامعة ويسكونسن-ماديسون
- من أجل التغيير
- ليباد النظام التعليمي
- قاعدة بيانات يمكن البحث فيها لألعاب الحاسوب التعليمية